# Anselmo Braamcamp Freire
Anselmo Braamcamp Freire, (Lisboa, 1 de febrero de 1849-Lisboa, 23 de diciembre de 1921) fue un historiador y político portugués. Proveniente de una familia aristocrática, era hijo de Manuel Nunes Freire da Rocha, I barón de Almeirim, y de su esposa y prima, Luísa Maria Joana Braamcamp de Almeida.
Sirvió en la Casa Real portuguesa, ocupó diversos cargos públicos, entre ellos, como primer presidente de la Cámara Municipal de Loures y, tras la caída de la monarquía, fue el primer Presidente del Senado de la República. Fue uno de los fundadores del Arquivo Histórico Português, en 1903. Sus estudios sobre arqueología, genealogía y otras áreas de la Historia, fueron abundantes y aún hoy significativos. Gran coleccionista de arte y bibliófilo empedernido, dejó una notable pinacoteca y biblioteca (de más de 10 000 volúmenes) a la ciudad de Santarém. Su casa es la actual Biblioteca Municipal de esta localidad.

## Obras publicadas
- O Conde de Villa Franca e a Inquisição (1899)
- As sepulturas do Espinheiro (1901)
- Em volta de uma carta de Garcia de Resende (1905)
- A honra de Resende (1906)
- Amarrado ao pelourinho (1907)
- Emmenta da Casa da India (1907)
- Critica e história: estudos (1910)
- Um aventureiro na empresa de Ceuta (1913)
- Gil Vicente, poeta e ourives (1914)
- Expedições e armadas nos anos de 1488 e 1489 (1915)
- Maria Brandoa, a do Crisfal (1916)
- Nos centenários de Ceuta e Albuquerque: discursos (1916)
- Condados de Moncorvo e da Feira: ousada falsificação de documentos (1919)
- Almirantado do mar da India, data da sua criação (1920)
- Ida da Imperatriz D. Isabel para Castela (1920)
- Noticias da feitoria de Flandres: precedidas dos Brandões poetas do Cancioneiro (1920)
- A censura e o Cancioneiro Geral (1921)
- Vida e obras de Gil Vicente: trovador, mestre da balança (1919) (1944)
- Armaria portuguesa (1989)
- Brasões da sala de Sintra (1921) (1973) (1996)
- Crítica e história: estudos (1996)
- Livro dos bens de D. João de Portel: cartulario do século XIII  (1910) (2003)